# Романов, Николай Никанорович
Николай Никанорович Романов — земский статистик.
Николай Никанорович Романов родился в 1848 г., учился в Вятской духовной семинарии, был преподавателем географии в духовном училище, потом служил в Слободской и Нолинской уездных земских управах. В феврале 1874 г. приглашён заведующим статистическими работами Вятской губернской земской управы, а с 1881 г. занимает такую же должность в Тамбове, где работает рука об руку с Василием Ивановичем Покровским. С 1881 по 1898 гг. Н. Н. Романов обследовал и издал описание всех уездов Тамбовской губернии.
Из многочисленных трудов Романова более известны: «Исследование земских раскладок» (Вятка, 1875) и «Переселение крестьян Вятской губернии» (ib., 1881); за последний Романову присуждена большая золотая медаль Императорского русского географического общества. В 1891 г. занимался исследованием голодавших местностей Тамбовской губернии; составил и издал отчёт по продовольственной операции тамбовского земства (Тамбов, 1891—1892).

## Источник
- Рихтер Д. И. Романов, Николай Никанорович // Энциклопедический словарь Брокгауза и Ефрона : в 86 т. (82 т. и 4 доп.). — СПб., 1890—1907.